# خوسيه إيزيدورو
خوسيه إيزيدورو (بالإسبانية: José Isidoro Gómez Torres)‏ هو لاعب كرة قدم إسباني، ولد في 1 أغسطس 1986 في Pedrera, Seville ‏ في إسبانيا. لعب مع بولونيا وارسو وريال بيتيس ونادي إلتشي ونومانسيا.

## وصلات خارجية
- خوسيه إيزيدورو على موقع قاعدة بيانات كرة القدم.إي يو (الإنجليزية)
- خوسيه إيزيدورو على موقع Soccerbase.com (لاعب) (الإنجليزية)
- خوسيه إيزيدورو على موقع Soccerway.com (الإنجليزية)
- خوسيه إيزيدورو على موقع AS.com (الإسبانية)